# Pro aere
Die Stiftung pro aere (Schweizerische Stiftung für rauchfreie Luft und gegen die Tabaksucht; Fondation suisse pour un air pur et contre le tabagisme; Fondazione svizzera per una aria pura e contro il tabagismo; Fundaziun svizra per in’aria pura e cunter il tubachissem; Swiss Foundation for a Smokefree Air and Against Tobacco Addiction), ehem. Schweizerische Arbeitsgemeinschaft Nichtrauchen SAN, Association suisse des non-fumeurs ASN, Associazione Svizzera dei Non-fumatori ASN, ist eine schweizerische Non-Profit-Organisation (NPO) der Tabakprävention.
Die Stiftung setzt sich gemäss Stiftungsurkunde «im Interesse der Volksgesundheit gesamtschweizerisch, regional und lokal ein a) für die Rechte und den Schutz der nichtrauchenden Bevölkerung, b) für die Förderung der rauchfreien Umgebung, c) für die Durchführung von Präventionsmassnahmen, insbesondere bei Kindern und Jugendlichen zur Unterlassung des Rauchens, sowie allgemein für die Anliegen der nichtrauchenden Menschen.»
Die Stiftung ist gemeinnützig sowie politisch und konfessionell unabhängig. Sie bezeichnet sich als grösste schweizerische Stiftung für Passivraucherschutz und für Tabakprävention bei Kindern und Jugendlichen.
Ihre Tätigkeiten bestehen vor allem aus Rechtsberatung, Unternehmensberatung, der Publikation von Merkblättern für Betroffene, sowie aus Medien-, Behörden- und Politikerinformation. pro aere hat die parlamentarische Initiative  «Schutz der Bevölkerung und der Wirtschaft vor dem Passivrauchen» des Parlamentariers Felix Gutzwiller angeregt und gefördert – u. a. mit der Finanzierung eines Rechtsgutachtens von Tobias Jaag, Dozent am Lehrstuhl für Staats-, Verwaltungs- und Europarecht des rechtswissenschaftlichen Instituts der Universität Zürich –, die zum «Bundesgesetz zum Schutz vor dem Passivrauchen» geführt hat.

## Weblink
- Offizielle Website